# Metaluli
Metaluli ist ein osttimoresischer Ort im Suco Metagou (Verwaltungsamt Bazartete, Gemeinde Liquiçá). Er liegt auf einer Meereshöhe von 774 m im Süden der Aldeia Metiluli. Südlich befindet sich der Ort Caleulema.